# Politetrafluoretileno
O politetrafluoretileno (PTFE) é um fluoropolímero sintético do tetrafluoroetileno que possui inúmeras aplicações,comumente conhecido pelo seu nome comercial,  Teflon, nomeado pela Chemours em 1938, empresa que viria a se tornar a DuPont.
Atualmente o PTFE é frequentemente usado como revestimento antiaderente para panelas e outros utensílios de cozinha. Ademais, é muito pouco reativo, em parte devido à força das ligações carbono-flúor, e, portanto, é frequentemente usado em recipientes e tubulações para produtos químicos reativos e corrosivos.
Também é comumente usado como material de enxerto em intervenções cirúrgicas, sendo frequentemente empregado como revestimento em cateteres, já que impede de bactérias e outros agentes infecciosos de aderirem aos materiais.

## Histórico
O Politetrafluoretileno (abreviação: PTFE) foi descoberto acidentalmente em 1938 por Roy J. Plunkett, enquanto trabalhava para a DuPont. Plunkett estava tentando fazer um novo refrigerante sem gás de clorofluorocarbono, quando o gás tetrafluoretileno parou de fluir da garrafa em que ele fazia o experimento antes que o peso do conteúdo da mesma sinalizasse que ela estava vazia. Ao abrir a garrafa, Plunkett encontrou o seu interior revestido com um material branco e escorregadio. Ao analisar o material, descobriu que o mesmo se tratava de um perfluoroetileno polimerizado. Em 1942 a “Kinetic Chemicals” (empresa fundada pela DuPont em parceria com a General Motors) patenteou o novo plástico e registrou a marca “Teflon” em 1945.
Um dos primeiros usos do Teflon foi como um material para revestir válvulas e vedações em tubulações. Depois disso, em 1954, o engenheiro francês chamado Marc Grégoire criou as primeiras panelas anti-aderentes revestidas de PTFE, criou uma empresa e a nomeou de Tefal ( "Tef" de "Teflon" e "al" de "Alumínio"). Vale ressaltar que a Tefal não foi a única empresa a utilizar panelas com revestimento anti-aderente.

## Síntese

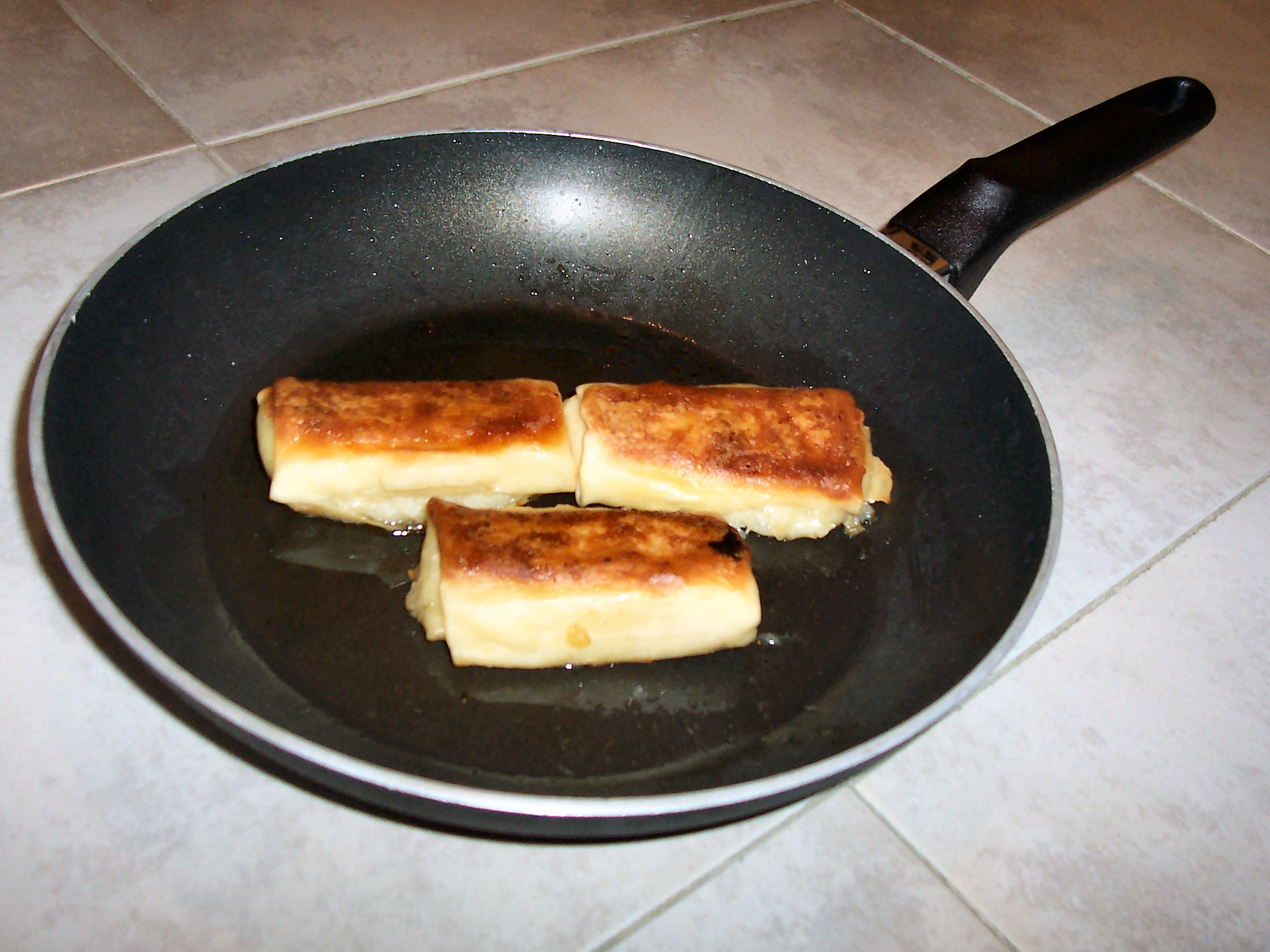
Frigideira com revestimento de Teflon®

O politetrafluoretileno é um polímero similar ao polietileno, (com os átomos de hidrogênio substituídos por flúor) e, logo, é classificado como um fluoropolímero. O PTFE pode ser produzido pela polimerização dos radicais livres do tetrafluoretileno. A fórmula química do monômero, o tetrafluoretileno, é 2FC=CF2, e o polímero -(2FC-CF2)n-.

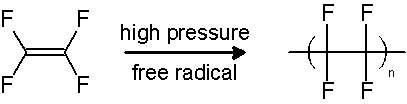
Síntese do Politetrafluoretileno.

Para realizar essa reação, pode-se conduzi-la em uma emulsão em água (já que o PTFE é pouco solúvel em quase todos os solventes) ou utilizando surfactantes.

## Propriedades físicas
| Propriedade                     | Unidade de medida | Valor      |
| ------------------------------- | ----------------- | ---------- |
| Densidade                       | g/cm³             | 2,18       |
| Temperatura de fusão            | °C                | 327        |
| Temperatura de transição vítrea | °C                | -180 a 250 |
| Calor de combustão              | Kcal/KG           | 1100       |

- Propriedades térmicas: Sua estabilidade térmica permite que suas propriedades elétricas e mecânicas não mudem, mesmo à altas (ou baixas) temperaturas e períodos de tempo.[11][12]
- Propriedades Mecânicas: Possui um dos mais baixos coeficientes de atrito conhecidos. O PTFE é auto-lubrificante e possui boa resistência a choques.[11][12]
- Propriedades Elétricas:  É um excelente isolante elétrico devido à sua estabilidade térmica, química e resistência mecânica.[11][12]

## Aplicações
O politetrafluoretileno é utilizado em diversas aplicações, nas quais se aproveitam suas propriedades elétricas, químicas e mecânicas. Essas aplicações podem ser industriais, no cotidiano e, até mesmo, da área da saúde.
| Tipo de aplicação | Exemplo                            | Observação (relação com sua estrutura) |
| ----------------- | ---------------------------------- | --- |
| Cotidiano         | Panelas/frigideiras anti-aderentes | Possui baixíssimo coeficiente de atrito devida à proteção dos átomos de fluor sobre a sua cadeia carbonada; É uma substância praticamente inerte: não reage com outras substâncias químicas. |
| Saúde             | Próteses                           | Graças à sua maleabilidade e durabilidade. |
| Segurança         | Colete a prova de balas            | Graças à sua alta resistência à impactos. |
| Segurança         | Retardante de chamas               | Graças ao alto valor do calor de combustão. |

## Impactos ambientais e na saúde
Ao sofrer termólise, o PTFE gera trifluoroacetato de sódio, clorodifluoroacetato e ácidos polifluoro. Recentemente, alguns desses produtos foram associados a possíveis impactos ambientais e à saúde. Alguns estudos mostram que o teflon pode entrar em contato com o organismo dos seres humanos e permanecer nele por toda a vida.